# Martin Perl
Martin Lewis Perl (ur. 24 czerwca 1927 w Nowym Jorku, zm. 30 września 2014 w Palo Alto, Santa Clara) – amerykański fizyk, laureat Nagrody Nobla w roku 1995 za odkrycie leptonu tau.

## Życiorys
Profesor fizyki na Uniwersytecie Stanforda, członek Amerykańskiej Akademii Nauk w Waszyngtonie i Rosyjskiej Akademii Nauk. Prowadził badania z zakresu fizyki cząstek elementarnych. W latach 70. XX w. kierował zespołem, który w akceleratorze SLAC przeprowadził eksperymenty ze zderzeniem przeciwbieżnych wiązek elektronów i pozytonów o ogromnych energiach; analiza produktów tych zderzeń doprowadziła do odkrycia leptonu τ, cząstki z rodziny leptonów nie przewidzianej wcześniej przez teoretyków, za co w roku 1995 otrzymał, wspólnie z F. Reinesem, Nagrodę Nobla za pionierski wkład do fizyki leptonów.
Doctor honoris causa Uniwersytetu Belgradzkiego (2009).